# اقتصادسنجی (کتاب)
اقتصادسنجی نوشتهٔ مسعود درخشان است.
اقتصادسنجی جلد ۱(بخش ۱) از مسعود درخشان در ۵۳۰ صفحه و توسط انتشارات سمت در تاریخ ۸ شهریور ۱۳۷۵ به چاپ رسیده‌است. موضوع اصلی این کتاب اقتصادسنجی است. کتاب‌های دیگری نیز از این نویسنده در بازار کتاب موجود می‌باشد.
این کتاب در پانزدهمین دوره جایزه کتاب سال جمهوری اسلامی ایران، به‌عنوان «کتاب سال ایران» برگزیده شد.

## فهرست مطالب
پیشگفتار
فصل اول: مفاهیم و تخمین مدل رگرسیون خطی ساده
فصل دوم: آزمونهای آماری خصوصیات مطلوب تخمین‌زننده‌ها در مدل رگرسیون خطی ساده
فصل سوم: پیش‌بینی و مباحث تکمیلی در مدل رگرسیون خطی ساده
فصل چهارم: مدل رگرسیون خطی با دو متغیر توضیحی
فصل پنجم: مفاهیم و تخمین مدل رگرسیون خطی چند متغیره
فصل ششم: آزمون پارامترهای مدل رگرسیون خطی چند متغیره
هر فصل شامل مقدمه، مسائل فصل و حل آن است.